# Janusz Głowacki (podsekretarz stanu)
Janusz Stanisław Głowacki (ur. 19 stycznia 1929, zm. 26 marca 2024) – inżynier komunikacji, menadżer kolejowy.

## Życiorys
Ukończył Gimnazjum i Liceum im. Jana Kasprowicza w Inowrocławiu. Absolwent Wydziału Komunikacji Politechniki Warszawskiej, specjalność – eksploatacja kolei (-1952). Związany z kolejnictwem od 1952, zajmując cały szereg odpowiedzialnych stanowisk, m.in. inżyniera węzła, kontrolera ruchu, zastępcy naczelnika Oddziału (1957-) w Oddziale Ruchowo-Handlowym w Toruniu, naczelnika Oddziału w Bydgoszczy (1959-1962), zastępcy naczelnika zarządu ruchu ds. technicznych DOKP w Gdańsku (1962-), naczelnika zarządu ruchu tamże, zastępcy dyrektora centralnego zarządu ruchu ds. technicznych i rozwoju w Warszawie (1971-1972), dyrektora DOKP w Lublinie (1972-1975). W okresie 1975–1987 podsekretarz stanu w Ministerstwie Komunikacji, którą to funkcję łączył ze stanowiskiem dyrektora DOKP w Katowicach (1976-1981), oraz organizator Dyrekcji Generalnej PKP, której w latach 1987–1990 był dyrektorem generalnym. Następnie doradca dyrektora Dyrekcji Eksploatacji Cystern, od 1995 wiceprezes, a potem doradca prezesa zarządu CTL Logistics. Pochowany na cmentarzu Bródnowskim w Warszawie (kwatera 46C-3-14).

## Odznaczenia
- Krzyż Oficerski Orderu Odrodzenia Polski[4]
- Złoty Medal „Za zasługi dla obronności kraju” (1976)[5]
- Order Sztandaru Pracy I klasy (NRD, 1986)[6]